# Напад на Вишњицу
Напад на Вишњицу је војни напад на село Вишњица, у општини Милићи, на територији Републике Српске, Босна и Херцеговина, који су 26. јуна 1995. године извеле муслиманске снаге стациониране у демилитаризованој зони Сребреница под заштитом ОУН. Тога дана су се муслиманске снаге, које је предводио Зулфо Турсуновић из села Сућеска, пробиле иза српске линије одбране и опљачкале и спалиле село Вишњица.
По неким подацима убијено је 40 људи у селу, а по другима је убијена само једна особа. Село Вишњица је било већински српско село у општини Милићи.

## Позадина
У извештају Генералног Секретара ОУН се напад на Вишњицу оцењује као релативно мали у поређењу са нападима Срба који су му претходили посебно истичући да је само три дана пре напада на Вишњицу ВРС испалила 20 артиљеријских граната на Сребреницу које су убиле једну жену а раниле двоје цивила.
У периоду постојања тзв. сигурне зоне у Сребреници, јединице Армије РБиХ стациониране у Сребреници су, супротно одредбама резолуције 819 Савета Безбедности ОУН у којој је наведено да је „...Сребреница „сигурна зона“ без оружаних напада или било којег непријатељског чина...“, вршиле честе нападе на територију под контролом ВРС у околини Сребренице. У својој изјави пред члановима Ратног Председништва Сребренице, Рамиз Бећировић, командант 28. дивизије из састава 2. корпуса Армије РБиХ је истакао да је од Главног штаба Армије БиХ добијено наређење за извршавање диверзантских напада ван територије енклаве Сребреница у циљу одвлачења снага ВРС са фронта код Сарајева.

## Жртве
У извештају Генералног Секретара ОУН поднетом 15. на 44. седници Генералне Скупштине ОУН је наведено да је број жртава у овом нападу био 4 погинуле особе, у зависности од извора информација, док се напад на Вишњицу оцењује као релативно мали у поређењу са нападима Срба који су му претходили посебно истичући да је само три дана пре напада на Вишњицу ВРС испалила 20 артиљеријских граната на Сребреницу које су убиле једну жену а раниле двоје цивила.
Дајана Џонстон, независни новинар из Минесоте, САД, у својој књизи „Fool's Crusade - Yugoslavia, NATO and Western Delusion“ наводи да су поводом овог напада припадници муслиманских снага у извештају написали да је убијено 40 „четника“. (назив за војнике ВРС у току рата  Архивирано на веб-сајту  (15. април 2010))
У чланку који је објавио Њујорк тајмс поводом овог напада је наведено да је током акције Војске Републике Српске којом су из села Вишњица истеране јединице Армије БиХ погинуо један војник ВРС и рањена три цивила. У књизи Ибрана Мустафића „Планирани хаос“ наведена је вест агенције СРНА да је у нападу погинуло неколико цивила.

## Последице
Међу опљачканим стварима током овог напада је било и стадо од око 100 оваца које су одведене у Сребреницу и поједене.
Становници Вишњице су претпостављали да су безбедни на основу присуства и улоге мировних трупа ОУН које су окруживале Сребреницу. Пољуљано поверење у мировне снаге ОУН илуструје закључак пуковника Милована Милутиновића, начелника Информативне службе Главног штаба Војске Републике Српске, који је на основу чињенице да су јединице Армије БиХ извршиле напад на Вишњицу прелазећи преко зоне којом патролирају холандске трупе ОУН закључио да су се трупе ОУН сврстале уз Армију БиХ.
Овај напад Армије БиХ на село Вишњица је представљао један од најважнијих догађаја који су утицали на даљи развој ситуације у Сребреници. Да би спречила да се овакви напади понове, регионална команда ВРС је на брзину испланирала операцију Криваја. Ова операција је на почетку била усмјерена само на околину Сребренице коју су посјеле муслиманске снаге, а која није била демилитаризирана.
Оцена припадника холандског батаљона мировних снага ОУН оптужбама на рачун бошњачких бранилаца Сребренице да су нападима из безбедне зоне, попут напада на Вишњицу, испровоцирали офанзиву ВРС на Сребреницу су наведене у извештају Генералног Секретара ОУН:
Припадници холандског батаљона који су били присутни на терену у то време, оценили су да је неколико похода које су Бошњаци извели из Сребренице извели са територије Сребренице имали малу или никакву војну важност. Ови походи су често били организовани у циљу прикупљања хране, пошто су Срби онемогућавали приступ хуманитарних конвоја енклави. Чак и српски извори са којима се поводом овог извештаја разговарало, оценили да бошњачке снаге у Сребреници нису представљале озбиљну војну претњу. Највећи напад који су Бошњаци извели из Сребренице је био поход на село Вишњица, 26. јуна 1995, у којем је неколико кућа спаљено, убијено до четворо Срба и украдено 100 оваца. Насупрот томе, Срби су запосели енклаву две недеље касније, протерујући десетине хиљада из својих кућа и погубивши хиљаде мушкараца и дечака. Срби су упорно претеривали оцењујући ниво напада из Сребренице у циљу стварања претпоставки за спровођење централног ратног циља: стварање географски непрекинуте и етнички чисте територије дуж Дрине како би на тај начин ослободили своје трупе за борбу у другим деловима државе.— 